# Dincas

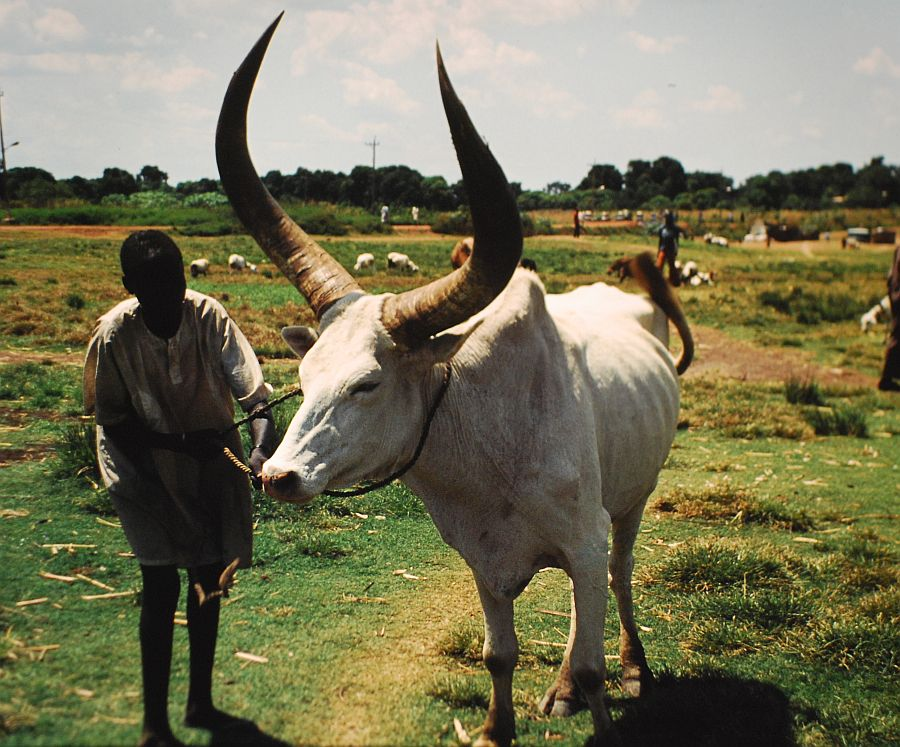
Um dinca com sua vaca da raça abigar.

Os dincas (em dinca: muonyjang, plural jieng) são um grupo étnico nilo-saariano do Sudão do Sul, habitando a região do Bar-El-Gazal, Juncáli e partes do Cordofão do Sul e do Alto Nilo. São majoritariamente um povo agropastoril, praticando o pastoreio de gado em campos ribeirinhos durante a estação seca e plantam milheto e outras variedades de grãos em acampamentos fixos, durante a estação das chuvas.
Estima-se que a população total esteja por volta dos dois milhões de pessoas, constituindo cerca de 20% da população do país. São o maior grupo étnico do Sudão do Sul.